# Vidro de cobalto

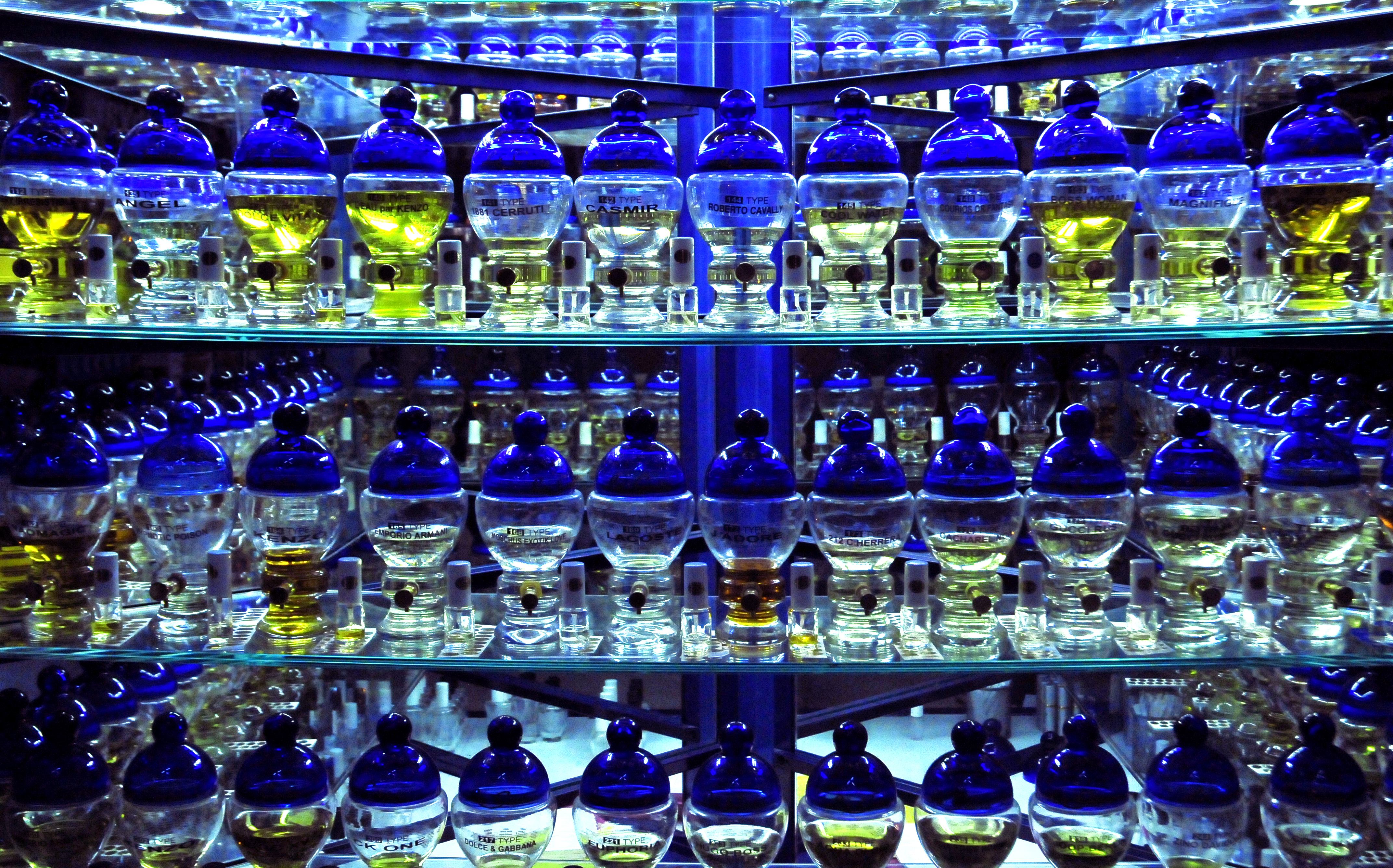
Vidros de cobalto em frascos de perfume em uma perfumaria em Zagreb, Croácia

O vidro de cobalto é um vidro colorido de cor azul escura, obtido através da adição de componentes de cobalto ao vidro em fusão. Em laboratório, serve para filtrar a cor amarela proveniente do sódio contaminante e observar apenas as cores produzidas por outros íons metálicos.